# Udarność

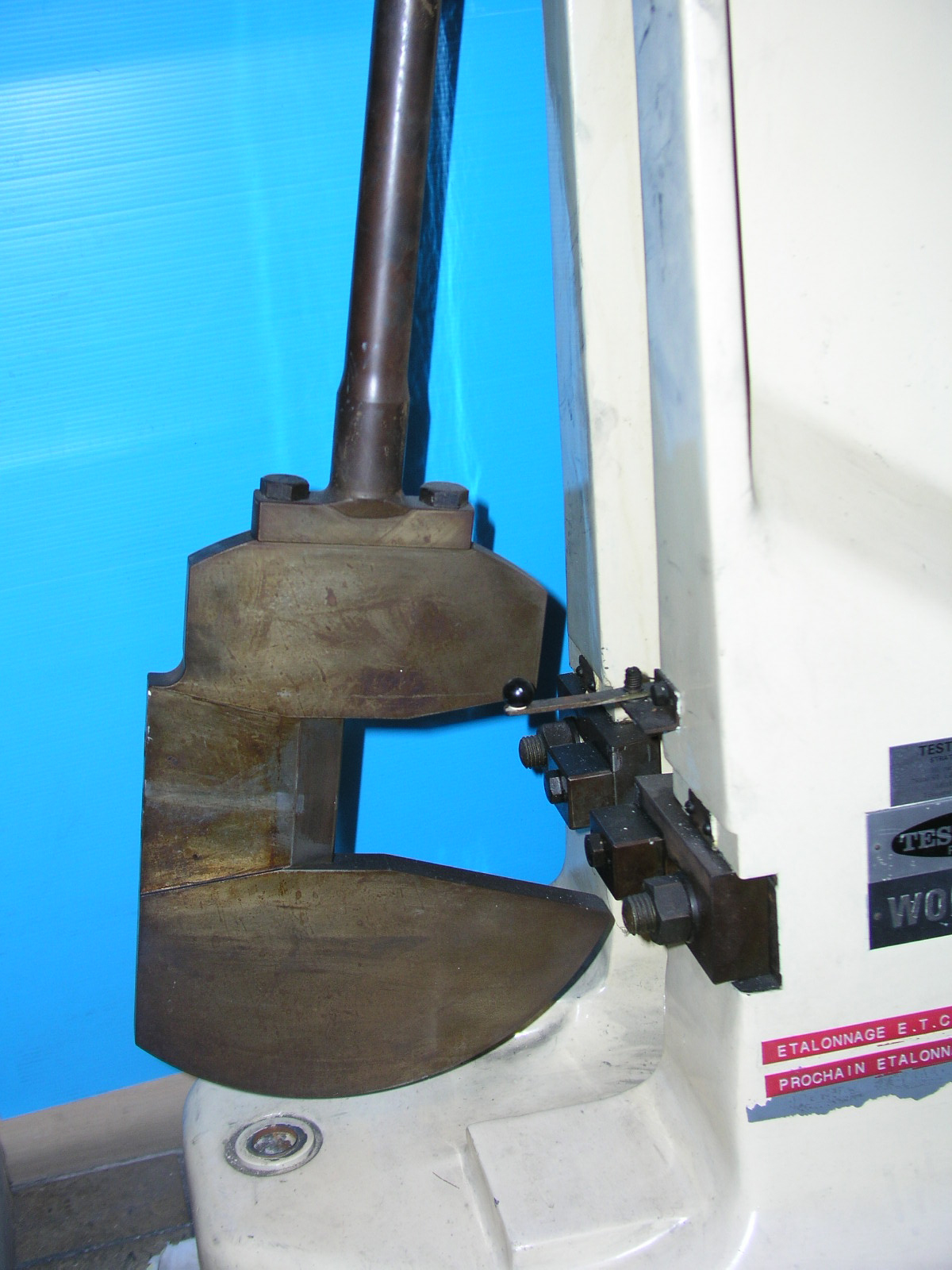
Młot Charpy’ego

Udarność – odporność materiału na pękanie przy obciążeniu dynamicznym. Udarność określa się jako stosunek pracy potrzebnej do złamania znormalizowanej próbki z karbem do pola powierzchni przekroju poprzecznego tej próbki w miejscu karbu:
{\displaystyle U={\frac {L}{A}}}
U – udarność,
L – praca potrzebna do złamania znormalizowanej próbki z karbem,
A – pole powierzchni przekroju poprzecznego próbki w miejscu karbu.
Udarność materiałów kruchych jest mała, a ciągliwych duża.
Miarą udarności zgodnie z PN jest stosunek energii zużytej na złamanie próbki za pomocą jednorazowego uderzenia do pola przekroju poprzecznego próbki w miejscu karbu:
{\displaystyle KC={\frac {K}{S}}\left[{\frac {\text{J}}{{\text{mm}}^{2}}}\right]}
KC – udarność [J/mm²],
K – praca uderzenia [J],
S – pole powierzchni początkowej przekroju poprzecznego próbki w miejscu karbu [mm²].
Próby udarowe wykonuje się w celu określenia wpływu prędkości obciążenia i odkształcenia na własności mechaniczne materiałów przy obciążeniach dynamicznych. Wzrost prędkości obciążenia powoduje podwyższenie granicy plastyczności i wytrzymałości materiału oraz zmniejszenie odkształceń plastycznych. Materiał staje się bardziej kruchy.
Do wykonywania tych badań wykorzystuje się urządzenia umożliwiające przyłożenie dużej siły w krótkim czasie, zwane najczęściej młotami udarowymi. Najczęściej spotykanym urządzeniem jest młot Charpy’ego.